# BCR Open Romania 2005
BCR Open Romania 2005 — тенісний турнір, що проходив на ґрунтових кортах у місті Бухарест, Румунія з 12 вересня . Належав до категорії ATP International Series, був турніром серії Romanian Open 2005 року.

## Фінальна частина

### Одиночний розряд
Флоран Серра —  Ігор Андрєєв 6–3, 6–4

### Парний розряд
Хосе Акасусо /  Себастьян Прієто —  Віктор Генеску /  Андрей Павел 6–3, 4–6, 6–3